# 中國—蘇里南關係
中國—蘇里南關係（荷蘭語：Chinees-Surinaamse betrekkingen），是指歷史上的中國和蘇利南（包括中華人民共和國和蘇利南共和國）之間的雙邊關係。中華人民共和國和蘇利南在1976年5月28日建立外交關係，兩國目前在經貿和文化上皆有交流；蘇利南還是南美洲首個把農曆新年訂為法定節假日的國家。

## 歷史

### 中華人民共和國成立前
清朝末年，美國禁止華人到當地工作，澳大利亞亦有意禁止華人登岸；但是，當時統治蘇利南的荷蘭官員卻來到中國，請求清廷允許華工到蘇門答臘和蘇利南工作，清朝大臣李鴻章和張蔭桓均表贊同:166。於是，荷兰东印度公司在香港和爪哇招募勞動力，這些被運到蘇利南的华工大多無意延長合同，一般會在合同期满後回國或转到外國:451；1858年至1870年间，阿姆斯特丹移民公司亦在香港招募了2,000名华工，他們在合同期满後大多沒有回国，而是留在蘇利南工作或營商:396。1867年，有人在苏里南发现金矿，引來不少华人到當地淘金:451。
有欧洲報章報導苏里南华工遭到虐待；1869年，多個機構就华工在苏里南、古巴和秘鲁的受虐情況上书英国首相，呼籲英国拯救這些华工:305。另一邊廂，中国驻外的使領馆亦多次报告苏利南华工疑受虐待，总理衙门便派人到當地调査；张树椿就此事提交报告，聲稱苏里南华人勉強能夠维生，並沒有受到虐待:280。最後，英国與荷兰就此問題進行谈判，荷兰方面改从印度輸入勞動力到苏里南，暫停招募和聘用契约华工:305。

### 中華人民共和國成立後
雖然蘇利南在1667年成為荷蘭的殖民地，但當地在1954年開始享有內部自治。1967年，多名蘇利南華人筹划成立蘇利南民族黨华人支部，他們在苏里南國內大力宣传，最終有超過200個蘇利南華人加入支部；但是，參與筹划成立民族黨华人支部的房官来被指是中国共产党党員，曾被有關部門发出传票，又遭到時任蘇利南民族黨主席和蘇利南總理的約翰·阿道夫·彭格爾下令调查，房官来只好退出。翌年，蘇利南自治當局決定向申請入境當地的中国人批出兩年居留證，而非过往的永久居留；民族黨华人支部向彭格爾提出投诉，彭格爾便決定一律向中国人批出永久居留入境证。彭格爾生前與一名蘇利南華人交情深厚，他在临终時表示希望由民族黨华人支部負責殡葬事宜。
苏里南在1975年11月25日独立為國；及後，中華人民共和國國務院總理周恩来祝賀並承认該國独立，中華人民共和國政府又派遣驻圭亚那大使出席苏里南独立庆典:372。翌年，時任蘇利南總理的亨克·阿龍出發參加联合国的年會，蘇利南民族黨华人支部的领导人請他與中国驻联合国大使黄华會晤，请求中華人民共和國向苏里南提供援助。同年5月28日，苏里南與中华人民共和国建立外交關係:372。
2006年，據報有中華民國外交部的人員顺利入境蘇利南，並與該國部分政治人物進行秘密接触。2007年，中華民國通過「苏里南台湾友谊基金会」进行慈善活动，又提出以1.5亿美元的援助換取與苏里南建交；當地有官員認為应严肃看待中華民國认真进行的方案，亦有官員認為既然島國聖露西亞也同意接受中華民國的方案，那苏里南也应理性看待有關议题。2009年，维基解密聲稱中華人民共和國向苏里南联合政府的一些政党提供捐款，条件為支持「一個中國」原則；這個消息引起苏里南傳媒的议论。

## 旅行與簽證

持中華人民共和國護照的中華人民共和國公民可以免簽證的方式入境苏里南。

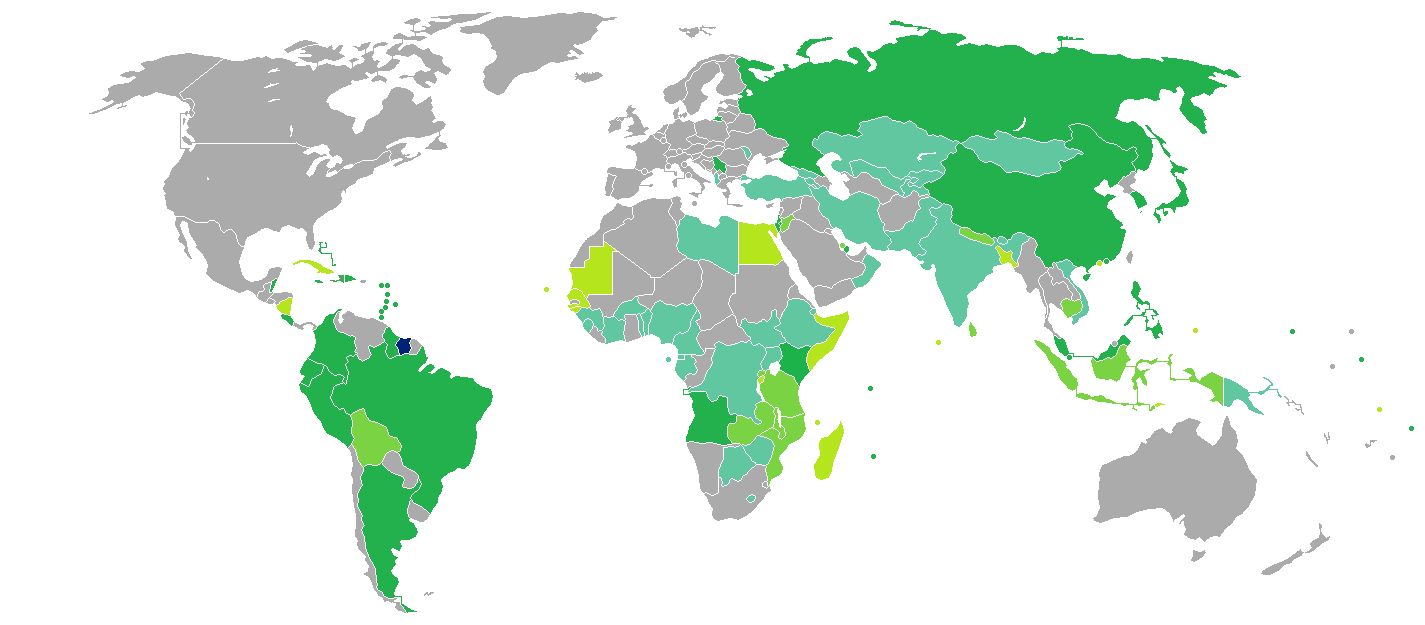
持苏里南護照的苏里南公民可以免簽證的方式入境中華人民共和國。

苏里南于2019年与中華人民共和国签署互免签证协议，2021年5月1日生效。持有中華人民共和國護照的中華人民共和國公民可以免簽證入境苏里南，可以停留30天。而持苏里南護照的苏里南公民也可以免簽證的方式入境中華人民共和國停留最多30天。如訪問香港，可以免簽證入境14天，如訪問澳門则需要另外申请签证。

## 經貿關係
- 中国大陸到苏里南的出口貿易[14]
- 苏里南到中国大陸的出口貿易[15]

根據經濟複雜性研究中心網站上的數據，中国大陸到苏里南的出口貿易在2012年由去年的逾1.2億美元上升至超過1.8億美元，這些貨物涵蓋機械設備、金屬（及其製品）等類別。苏里南到中国大陸的出口貿易在2003年和2005年處於高潮，但曾在2004年和2006年陷入低點；在2007年至2012年，苏里南到中国大陸的出口貿易一直處於上升的趨勢。苏里南在2003年和2005年主要出口化工產品到中国大陸，該國在2007年至2012年出口來中国大陸的貨物則多數是木材（及其製品）。2012年，苏里南出口了0.2億美元來中国大陸，大部分貨物是木材（及其製品）。
2015年3月，中國人民銀行和蘇利南中央銀行簽訂雙邊本幣互換協議，規模為10億人民幣/5.2億蘇利南元；協議落實後，中蘇兩方可以在一定條件下以本幣交換對方貨幣，用途為結算雙邊貿易投資、或是向金融市場提供短期和流動性的支持，使用對方資金的一方需要支付利息。

## 文化關係
蘇利南华人已融入當地社会，中華文化亦被認為是苏里南文化的一部分。蘇利南在獨立前已與中國有文化上的接觸：蘇利南民族黨華人支部在1973年分別邀请中國國家男子籃球隊和广东足球队到訪苏里南，而中国南京杂技团亦曾在1974年到苏里南演出。蘇利南文化中心設有「汉语角」，旨在讓當地人能夠了解中文和中華文化；「汉语角」是在国家汉办支持下成立的，中華人民共和國駐苏里南大使館曾向「汉语角」捐贈书籍和器材。
2014年中旬，苏里南把农历新年訂为国家法定节假日，宣佈全國人民將會在正月初一休假一天，令該國成為南美洲首個把农历新年訂为法定节假日的国家。

## 外部連結
- 中华人民共和国驻苏里南共和国大使馆官方网站（简体中文）（英文）
  - 中华人民共和国驻苏里南共和国大使馆经济商务处官方网站（简体中文）
- 蘇里南駐華大使館官方網站（简体中文）（英文）